# ハウクスボーク
ハウクスボーク（古ノルド語: Hauksbók、「ハウクルの本」の意）とは、現在その制作者が知られているものとしては数少ない、中世北欧の写本の1つである。「AM 371 4to」「AM 544 4to」「AM 675 4to」の3つの写本から成る。
制作者はハウクル・エルレンズソン（? - 1334年。アイスランドの法官）であると考えられている。これは写本の出所を可能な限り遡って突き止められたものであり、この著者にちなんで『ハウクスボーク』と呼ばれている。この写本は一部は彼自身によって、一部は助手によって書かれたものであると考えられている。
『ハウクスボーク』は、時にそれが唯一の現存している版でもある、多くの古アイスランド語テキストを含んでいる。それは例えば『植民の書』であり、『義兄弟のサガ』であり、『赤毛のエイリークのサガ』であり、『ヘルヴォルとヘイズレク王のサガ』であり、そして『巫女の予言』である。
また『ハウクスボーク』には、「アルゴリスムス」(Algorismus) と呼ばれている、数学に関するページから成る節が含まれている。これはスカンディナヴィア語で書かれた、数学に関する最古のテキストである。おそらく、より古い時期の本に含まれていた数ページの、ラテン語から北欧語へ翻訳されたものであるだろう。そうした本とは、例えば1200年にアレクサンドル・ドゥ・ヴィルデュ（フランス人の作家・数学者）により書かれた『Carmen de Algorismo』であり、1202年のフィボナッチ (Fibonacci) による『算術の書 (Liber Abaci)』であり、1230年のサクロボスコ (De Sacrobosco) による『Algorismus Vulgaris』である。

## 収録作品
ハウクスボークの既知の収録作品は以下：

### AM 371 4to
1. (1r-14v): 『植民の書』
2. (15r-18v): 『キリスト教のサガ（英語版）』

### AM 544 4to
1. (1r-14v): 地理・自然現象・聖書物語に関する、様々な情報源から取り出された百科事典的な情報
2. (15r-19v): 哲学・神学に関する、様々な情報源から取り出された百科事典的な情報
3. (20r-21r): 『巫女の予言』
4. (22r-33v): Trójumanna saga  (en)
5. (34r): 「七つの貴重な石とその自然」(Seven Precious Stones And Their Nature) と呼ばれるテクスト
6. (35v): Cisiojanus  (de)  （年間の教会の祭事を記憶するための韻文調のラテン語の列挙）
7. (36r-59r): 『ブリトン人のサガ（英語版）』（『メルリーヌースの予言（英語版）』を含む）
8. (60r-68v): 魂と体の間の対話2篇
9. (69r-72v:9): Hemings þáttr Áslákssonar  (es)
10. (72v:9-76v): 『ヘルヴォルとヘイズレク王のサガ』
11. (77r-89v:35): 『義兄弟のサガ（英語版）』
12. (89v:35-93r:17): 『アルゴリスムス（英語版）』
13. (93r:17-101v:24): 『赤毛のエイリークのサガ』
14. (101v:25-104v:17): Skálda saga Haralds konungs hárfagra  (es)
15. (104v:18-105r:21): Af Upplendinga konungum  (en)
16. (105r:21-107v): 『ラグナルの息子たちの話（英語版）』
17. (107v): Prognostica Temporum

### AM 675 4to
1. 『エルキダリウス（英語版）』(Elucidarius)

## 刊本
ハウクスボークは、写本に含まれていた個々のサガの刊本において、証拠として含まれていることがある。写本全体として編集されているものは以下：
- Hauksbók, udg. efter de Arnamagnæanske håndskrifter no. 371, 544 og 675, 4̊, samt forskellige papirshåndskrifter af det Kongelige nordiske oldskrift-selskab, ed. by Finnur Jónsson and Eiríkur Jónsson (København: Thiele, 1892–96)[8]
- Hauksbók: The Arna-Magnæan Manuscripts, 371, 4to, 544, 4to, and 675, 4to., ed. by Jón Helgason, Manuscripta Islandica, 5 (Copenhagen: Munksgaard, 1960) [facsimile]